# Isopterygium teretiusculum
Isopterygium teretiusculum là một loài Rêu trong họ Hypnaceae. Loài này được Broth. mô tả khoa học đầu tiên năm 1912.